# KC and the Sunshine Band
KC and the Sunshine Band, que se representa como KC & The Sunshine Band, es una banda estadounidense formada en 1973 en Miami, Florida. Su estilo ha incluido funk, R&B, disco, pop rock y dance. La banda fue formada por Harry Wayne Casey (KC), quien trabajaba media jornada en una tienda de discos y en "TK Records" en Miami. KC originalmente llamó a la banda KC & The Sunshine Band Junkanoo, ya que utilizaba los estudios de TK y a una banda local llamada The Miami Junkanoo Band. En TK conoció a Richard Finch, quien hacía trabajos de ingeniería de grabaciones y lo integró al grupo. Este fue el comienzo de la colaboración musical Casey-Finch. También se unieron el guitarrista Jerome Smith (18 de junio de 1953 a 28 de julio de 2000) y el baterista Robert Johnson, ambos músicos de TK Records. Finch colaboró para KC & The Sunshine Band hasta 1980.
El propio Harry transformó su apellido "Casey" en: "K C", y "Sunshine Band" viene de Sunshine State (Florida). Entre sus canciones más conocidas destacan "That's the way (I like it)", "(Shake, shake, shake) Shake your booty", "I'm your boogie man", "Give it up", "Please don't go", "Boogie shoes", "Keep it comin' love", "Get down tonight" y "I betcha didn't know that".

## Discografía

### Álbumes de estudio
- Do it good (1974)
- KC and the Sunshine Band (1975)
- The sound of Sunshine (1975)
- Part 3 (1976)
- Who do ya love (1978)
- Do you wanna go party (1979)
- Space cadet (1981)
- The painter (1981)
- All in a night's work (1982)
- KC Ten (1983)
- Oh yeah! (1993)
- I'll be there for tou (2001)
- Yummy (2007)

### Singles
- Blow your whistle (1973)
- Sound your funky horn (1973)
- Queen of clubs (1974)
- I'm a pushover (1974)
- Get down tonight (1975)
- Shotgun shuffle (1975)
- That's the way (I like it) (1975)
- Boogie shoes (1975)
- Rock your baby (1976)
- (Shake, shake, shake) Shake your booty (1976)
- Wrap your arms around me (1976)
- I like to do it (1976)
- I'm your boogie man (1977)
- Keep it comin' love (1977)
- Black water gold (1978)
- It's tThe same old song (1978)
- Do you feel alright (1978)
- Who do ya love (1978)
- Do you wanna go party (1979)
- Please don't go (1979)
- Qué pasa (1979)
- Let's go rock and roll (1980)
- Make me a star (1980)
- Space cadet (1980)
- Red light (1981)
- Love me (1981)
- (You said) You'd gimmie some more (1982)
- Don't run (Come back yo me) (1982)
- Give it up (1983)
- Are you ready? (1984)
- Game of love (1990)
- Please don't go '92 (1992)
- Megamix (The official Bootleg) (1993)
- Will you love me in the morning? (1993)
- I'll be there for you (2001)

### Compilaciones
- Greatest Hits, Vol. 1 (1980) (compilation)
- The Best of KC and the Sunshine Band (1990) (compilation)
- Greatest Hits Vol. 2 (1990) (compilation)
- KC and the Sunshine Band...and more (1994)
- Part 3...and more (1995)
- Get down Live! (1995) (live)
- Shake, shake, shake and other hits (1997)
- I'm your boogie man and other hits (1997)
- Live: get down tonight (1998) (live)
- In a mellow mood (2005)